# Шорубалко Іван Іванович
Шорубалко Іван Іванович (нар. 26 листопада 1897, с. Шпола, Звенигородський повіт, Київська губернія — пом. 13 листопада 1939, Нижній Сеймчан, Хабаровський край) — вояк Армії УНР, голова кредитового товариства, комендант Шполи в добу Центральної Ради (1918). Засновник ініціативного гуртка зі встановлення пам'ятника Тарасові Шевченку в Шполі.

## Біографія
Іван Шорубалко народився 26 листопада 1897 року в с. Шпола Звенигородського повіту Київської губернії, у родині Івана Даниловича та Палажки Олексіївни Шорубалків (до шлюбу Шевченко). Мав чотирьох братів Іларіона, Нечипора, Пантелеймона, Пилипа, трьох сестер Оксану, Федору і Ярину. Навчався в церковнопарафіяльній школі та реальному училищі міста Чигирин. 1917 року закінчив Феодосійське військове училище. Входив до складу Армії УНР та брав участь у бойових діях. 1918 року створив і очолив кредитне товариство для селян в Шполі. Після поразки Визвольних змагань Іван, маючи на руках малих братів і сестер, зайнявся господарством.
1926 року разом із сестрою Яриною й ініціативним гуртком, який він очолив, встановив у Шполі пам'ятник Тарасові Шевченку.

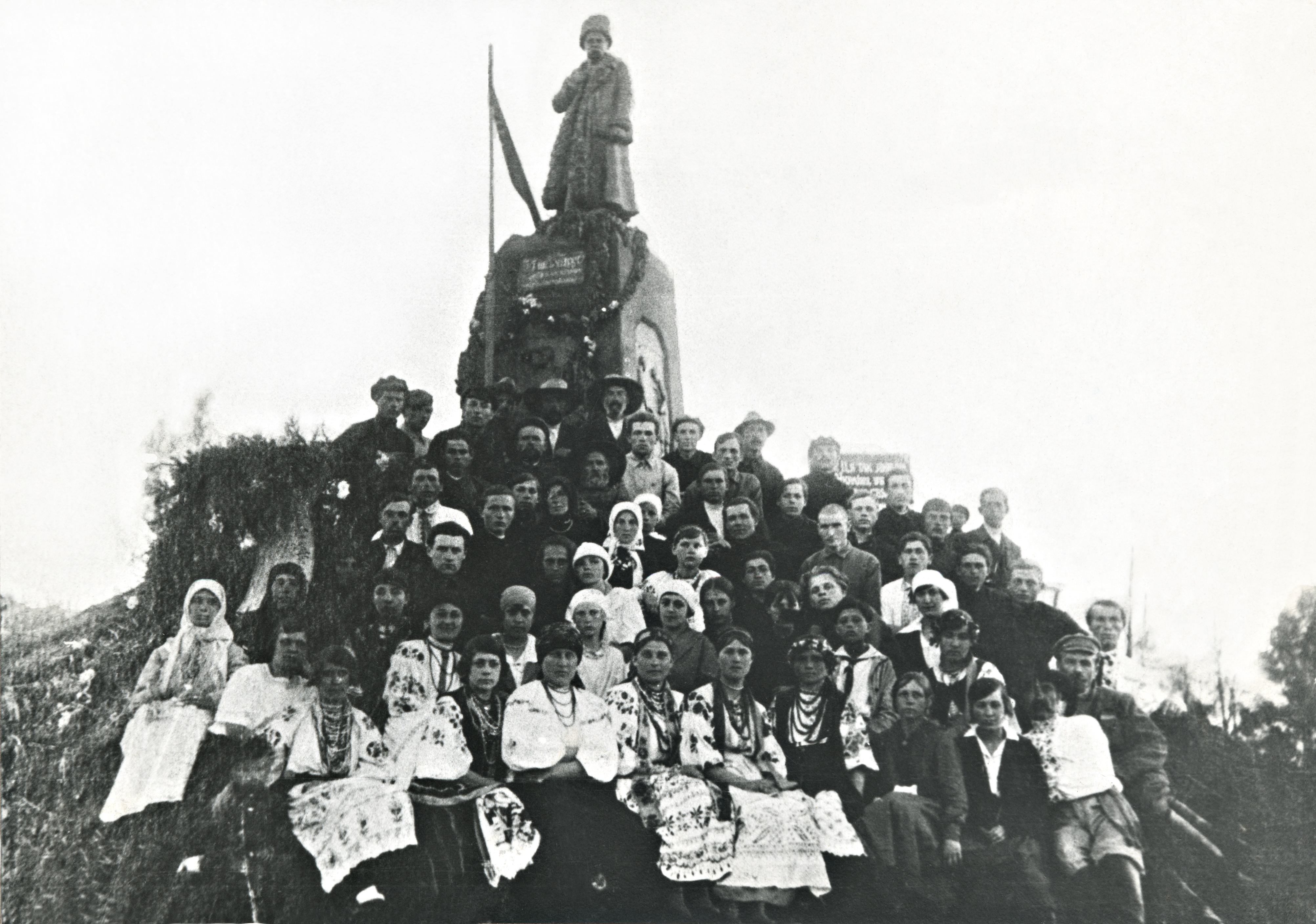
Відкриття першого спомника Тарасу Шевченку в Шполі, 1926

У 1928–1929 роках більшість учасників ініціативної групи і людей, які брали участь у спорудженні та відкритті спомника, за фотографіями, що збереглися, заарештували й заслали в концтабори за звинуваченням в «українському буржуазному націоналізмі». Івана Шорубалка було заарештовано і етаповано в Каракалпакію.
Після закінчення терміну заслання, 1937 року знову був заарештований і засланий до Хабаровська. Того ж року НКВС заарештував і чоловіка Іванової сестри Ярини Дмитра Лисенка, якого розстріляли разом із членом ініціативного гуртка із вшанування Тараса Шевченка директором місцевої школи Петром Туровським. Брата Пантелеймона, 1896 року народження, забрали та розстріляли у 1938-му (він мав п'ятеро дітей).
Помер Іван Іванович Шорубалко 13 листопада 1939 року в засланні у Нижньому Сеймчані (за іншими даними, 1942 року в бухті Нагаєва) у Хабаровському краї.
Мати довго не вірила у смерть синів і до 1950-х років пішки ходила на прощу зі Шполи до Києво-Печерської лаври, молитись за них.
У Шполі на вул. Лозуватській 146 збереглася хатина, де жила велика родина Шорубалків.

## Фотогалерея

Хатина, у якій народився Іван Шорубалко.  Шпола
Садиба батьків Івана Шорубалка в Шполі
Рідня Івана Шорубалка. Шпола, 1931 рік [3]
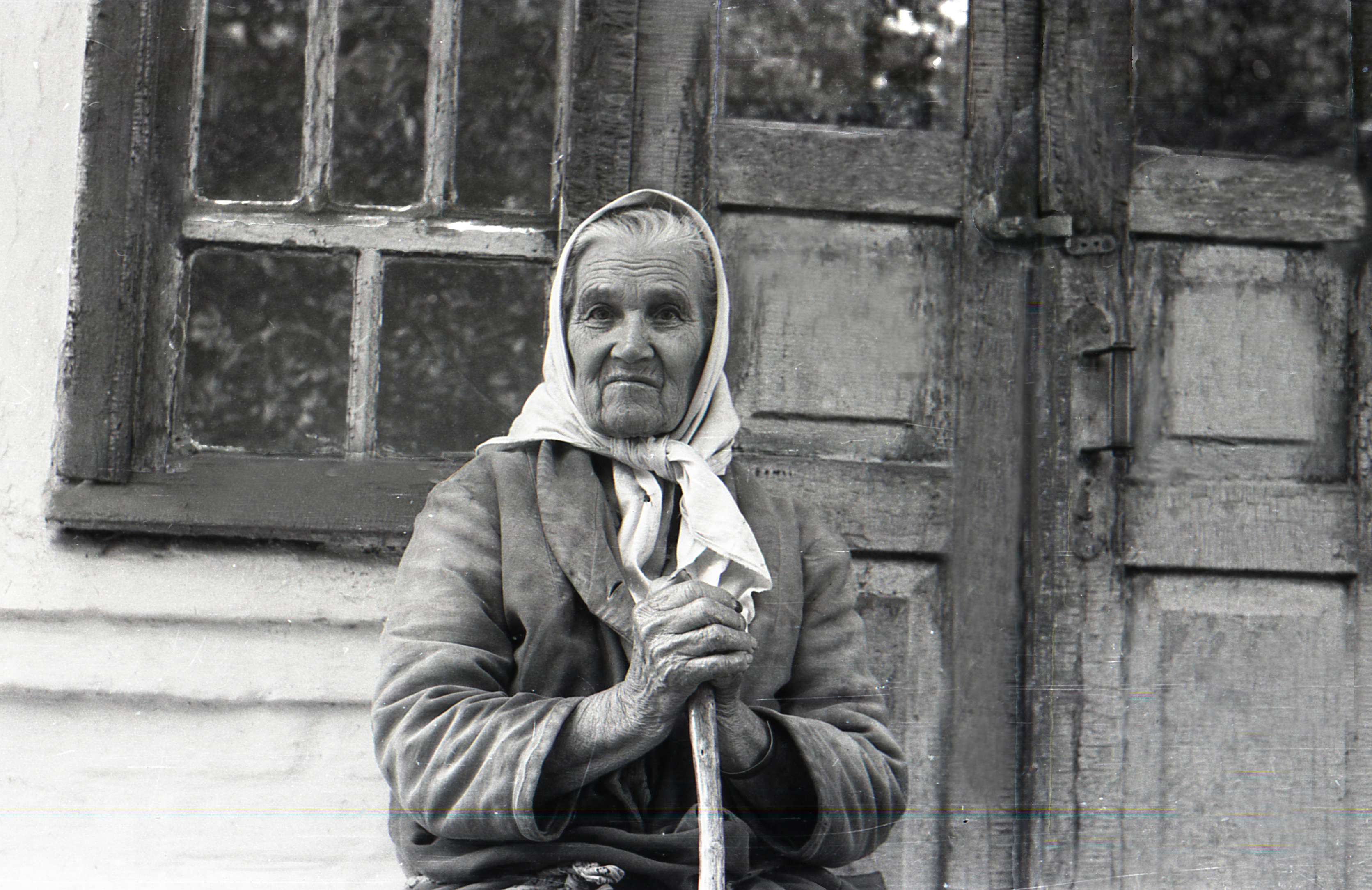
Сестра Івана Шорубалка Оксана. Шпола, 1990 рік